# Kainbach bei Graz
Kainbach bei Graz là một đô thị thuộc huyện Graz-Umgebung bang Steiermark, nước Áo. Đô thị Kainbach bei Graz có diện tích 17,74 km², dân số thời điểm cuối năm 2005 là 2551 người.